# Stockeu
Côte de Stockeu is een helling in de Waalse gemeente Stavelot. De relatief steile helling ligt op de zuidelijke flank van de vallei van de Amblève. De Stockeu is vooral bekend van de wielerklassieker Luik-Bastenaken-Luik.
De klim begint in Stavelot bij de brug over de Amblève. In de wedstrijd Luik-Bastenaken-Luik is de Stockeu (een helling richting zuiden) opgenomen in het tweede deel waarbij men terugkeert naar het noorden, van Bastenaken naar Luik. In de wedstrijd komt men vaak van Wanne via de Route de Wanne. De Côte de Stockeu is doorgaans de tweede klim van het drieluik Côte de Wanne, Stockeu en Côte de la Haute-Levée.

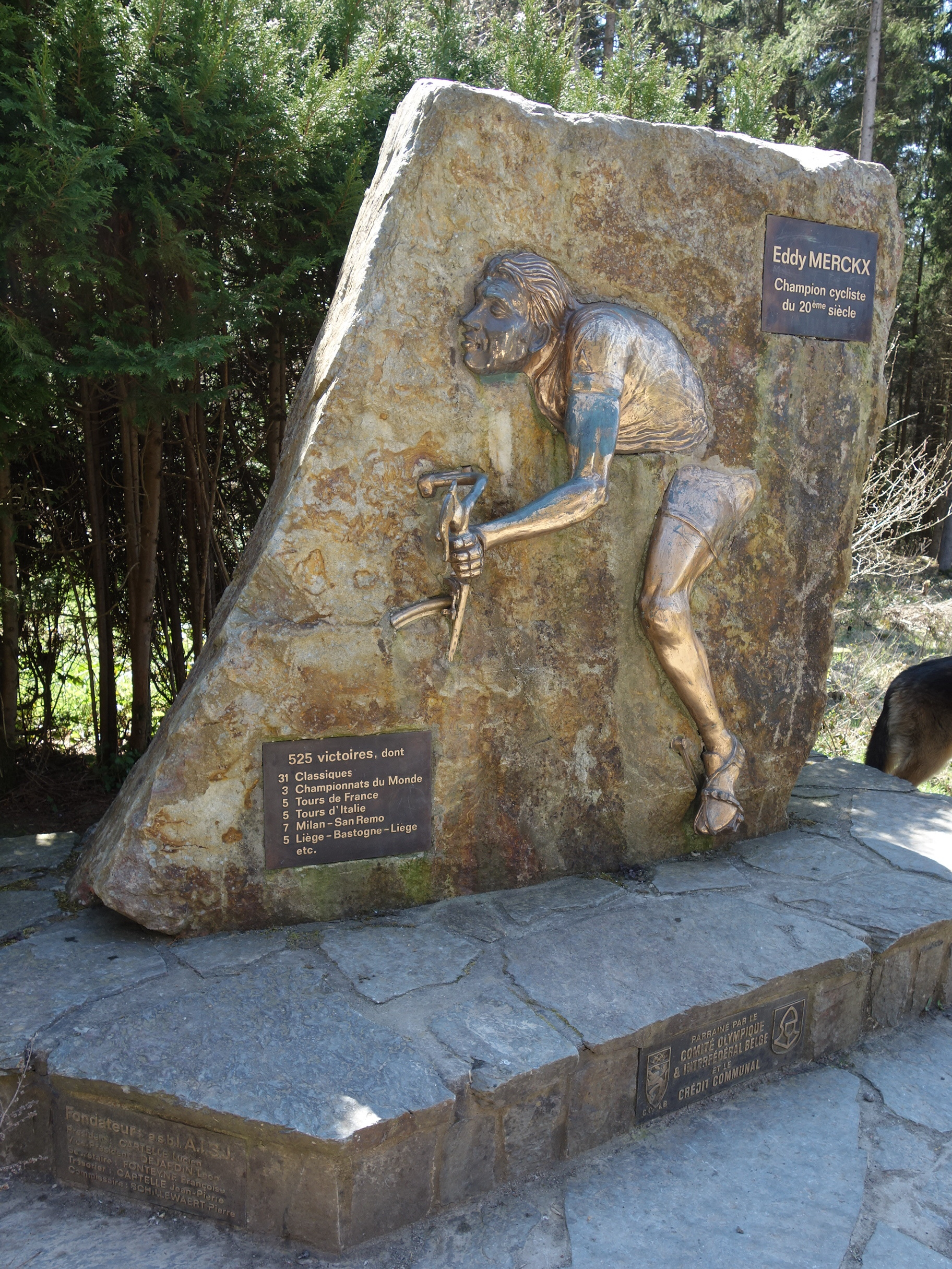
Het monument voor Eddy Merckx door Yves Marian werd onthuld op 17 april 1993.

Ongeveer halfweg, na het steilste deel, staat een monument ter ere van de bekende Belgische wielrenner Eddy Merckx. In Luik-Bastenaken-Luik beëindigt men de beklimming hier al en keert men via een andere straat (Route de Somagne) terug naar Stavelot, de Hoge Venen en Luik. De 'echte' top van de helling Stockeu ligt een ruime kilometer zuidelijker, op de grens van Stavelot en Trois-Ponts, ten noorden van het gehucht Hénumont.
De snelste beklimming staat op naam van Ignace Boering, gereden tijdens de wielerklassier Luik-Bastenaken-Luik in 1978 met 6 minuut 23 seconden. Hiermee werd het tien jaar oude record van Otto de Graaf, dat al stond sinds 1969, uit de boeken gereden. 
Côte de la Roche-en-Ardenne · Côte de Saint-Roch · Côte de Mont-le-Soie · Côte de Wanne · Côte de Stockeu · Côte de la Haute-Levée · Côte du Rosier · Côte du Maquisard · Côte de la Redoute · Côte de Sprimont · Côte des Forges · Côte de la Roche-aux-Faucons

Voormalige beklimmingen: Côte de Ny · Mont-Theux · Côte de la Vecquée · Côte de Colonster · Côte du Sart-Tilman · Côte de Saint-Nicolas · Côte de la Rue Naniot · Ans